# Dorolț, Satu Mare
Dorolț (maghiară Pusztadaróc) este satul de reședință al comunei cu același nume din județul Satu Mare, Transilvania, România. Se află pe DN19A.
 Acest articol despre o localitate din județul Satu Mare este deocamdată un ciot. Puteți ajuta Wikipedia prin completarea lui.